# 上田市立第四中学校
上田市立第四中学校（うえだしりつだいよんちゅうがっこう）は長野県上田市に所在する公立中学校。

## 概要
上田市の旧市内の中学校で初めて近村合併で上田市立となった小学校の併設中学校を統合して誕生した中学校である。上田市立川辺小学校の併設中学校の後身である事から長らく川辺小が学区となっていたが単独校舎所在地（現在地）が上田市立城下小学校学区にある関係で遠くなり結果、川辺小が1988年開校の上田市立第六中学校に分離したため現在は城下小が学区となっている。ただし、1984年に川辺小の東部地域と城下小の西部地域を学区とする上田市立南小学校が開校したため川辺小の東部地域のみが開校時からの学区ということになる。また、児童養護施設「原峠保養園」（長野県上田市御所原峠地籍：学区内）の敷地内には「原峠分室」があり、本校からの職員並びに専属の職員が配置されている。

## 沿革
- 1959年 - 上田市立川辺小学校併設中学校と上田市川西村組合立泉田中学校を統合する形で開校。学区は当年度から再編された上田市立川辺小学校。
- 1960年 - 現在地に校舎を建設し移転。（開校年のみ併設校だった。）
- 1961年 - 上田市川西村組合立小泉小学校半過分校が廃止され上田市立川辺小学校に統合されたため学区拡大。
- 1964年 - 上田市立第二中学校から分離した上田市立城下小学校を学区に加える。
- 1984年 - 上田市立南小学校開校。学区が川辺小・城下小・南小となるが分割には至らず。
- 1988年 - 第二中学校から原峠分室が移管される。開校以来の学区だった川辺小が上田市立第六中学校へ分離され現在の学区が確立。